# Сверхъестественное (1-й сезон)
Первый сезон американского мистического телесериала «Сверхъестественное», созданного Эриком Крипке, премьера которого состоялась на канале The WB 13 сентября 2005, а заключительная серия вышла 4 мая 2006 года, состоит из 22 серий.
Сериал повествует о двух братьях — охотниках за нечистью, которые путешествуют по Соединённым Штатам Америки на чёрной Chevrolet Impala 1967 года, расследуя паранормальные явления, многие из которых основаны на городских легендах и фольклоре, а также сражаются с порождениями зла: демонами, призраками и другой нечистью.

## В ролях

### Главные актёры
- Джаред Падалеки — Сэм Винчестер;
- Дженсен Эклс — Дин Винчестер и перевёртыш.

### Приглашенные актёры
- А. Дж. Бакли — Эд Зеддмор;
- Джим Бивер — Бобби Сингер;
- Лоретта Дивайн — Миссури Мозли;
- Тейлор Коул — Сара Блейк;
- Фредрик Лене — Азазель;
- Нико Макиоун — Лукас Барр;
- Кори Монтейт — Гари;
- Джеффри Дин Морган — Джон Винчестер и Азазель;
- Кэтлин Нун — Одри Робинсон;
- Джейми Рэй Ньюман — Аманда Уолкер;
- Эдрианн Палики — Джессика Мур;
- Саманта Смит — Мэри Винчестер;
- Себастьян Спенс — Том;
- Тревис Уэстер — Гарри Спенглер;
- Джованна Хьюджет — Мэри Уортингтон;
- Кристин Шателейн  — Дженни;
- Сара Шахи — Констанс Уэлч;
- Никки Эйкокс — Мэг Мастерс.
- Эми Экер — Андреа Барр;
- Олден Эренрайк — Бен Коллинз;
- Мегалин Эчиканвоке — Кэсси Робинсон.

## Список эпизодов
| № общий | № в сезоне | Название                                 | Режиссёр             | Автор сценария                                                     | Дата премьеры    | Зрители в США (млн) |
| --- | ---------- | ---------------------------------------- | -------------------- | ------------------------------------------------------------------ | ---------------- | ------------------- |
| 1 | 1          | «Пилотная серия» «Pilot»                 | Дэвид Наттер         | Эрик Крипке                                                        | 13 сентября 2005 | 5,69                |
| 1983 год. Два брата, Сэм и Дин Винчестеры, становятся свидетелями трагической и загадочной гибели их матери Мэри. Выяснив, что Мэри убило некое сверхъестественное существо, отец мальчиков, Джон, принимается за его поиски, одновременно обучая сыновей сражаться с нечистой силой. Проходят годы, и Сэм решает оставить охоту и уезжает учиться в колледж. Однако некоторое время спустя его размеренную жизнь нарушает внезапное появление брата, который сообщает, что отец пропал на охоте, и просит помощи Сэма в его поисках. Братья отправляются на поиски, по пути расследуя дело о женщине в белом. После Сэм приезжает домой и видит гибель своей девушки — Джессики. Он решает отправиться с братом в путь. |            |                                          |                      |                                                                    |                  |                     |
| 2 | 2          | «Вендиго» «Wendigo»                      | Дэвид Наттер         | Сюжет: Рон Милбауэр и Терри Хьюз Бертона Телесценарий: Эрик Крипке | 20 сентября 2005 | 5,01                |
| Следуя инструкциям в дневнике отца, Дин и Сэм отправляются в Колорадо. Представившись рейнджерами, Винчестеры помогают девушке по имени Хэйли отыскать пропавшего брата, которого, по мнению Дина и Сэма, похитил вендиго. Сэм решает, что же ему делать дальше, и делает выбор. |            |                                          |                      |                                                                    |                  |                     |
| 3 | 3          | «Мертвец в воде» «Dead in the Water»     | Ким Мэннерс          | Сера Гэмбл и Раель Такер                                           | 27 сентября 2005 | 5,01                |
| Загадочные случаи гибели людей на озере приводят братьев Винчестеров в Висконсин. Проводя расследование, Дин и Сэм пытаются понять, почему один за другим погибают члены семей, живущих у таинственного озера. Оказывается, что в озере обитает привидение погибшего мальчика, и он мстит своим бывшим друзьям за своё убийство. |            |                                          |                      |                                                                    |                  |                     |
| 4 | 4          | «Призрачный странник» «Phantom Traveler» | Роберт Сингер        | Ричард Хатем                                                       | 4 октября 2005   | 5,40                |
| Один за другим по непонятным причинам разбиваются самолёты авиакомпании «Британские авиалинии». Чтобы разобраться, что же заставляет самолёты падать, Дин и Сэм отправляются в очередной рейс. На борту они лицом к лицу сталкиваются с демоном, а Дин пытается преодолеть свой страх перед полётами. |            |                                          |                      |                                                                    |                  |                     |
| 5 | 5          | «Кровавая Мэри» «Bloody Mary»            | Питер Эллис          | Сюжет: Эрик Крипке Телесценарий: Рон Милбауэр и Терри Хьюз Бертона | 11 октября 2005  | 5,50                |
| Братья Винчестеры направляются в Толидо, штат Огайо, чтобы расследовать дело о таинственной смерти мужчины, погибшего напротив зеркала и найденного без глаз. Мужчина умер после того, как его дочь в шутку 3 раза произнесла перед зеркалом «Кровавая Мэри». Но на самом ли деле причиной смерти стала глупая детская игра или здесь замешано страшное преступление многолетней давности? |            |                                          |                      |                                                                    |                  |                     |
| 6 | 6          | «Кожа» «Skin»                            | Роберт Данкан Макнил | Джон Шибан                                                         | 18 октября 2005  | 5,00                |
| Одного из друзей Сэма по колледжу, Зака, арестовывают по обвинению в убийстве. Его сестра Ребекка помогает Винчестерам выяснить правду и утверждает, что убийцей не может быть Зак, так как в тот вечер брат всё время был с ней. Винчестеры пытаются выяснить, как же ему удалось находиться в двух местах одновременно, и обнаруживают, что убийство совершил оборотень, который в дальнейшем избивает Ребекку в образе Дина. |            |                                          |                      |                                                                    |                  |                     |
| 7 | 7          | «Человек с крюком» «Hookman»             | Дэвид Джексон        | Джон Шибан                                                         | 25 октября 2005  | 5,08                |
| Дин и Сэм направляются в Айову, где человек с крюком, ожившая городская легенда, убивает всех, кто близок девушке Лори. Братьям предстоит провести собственное расследование, выяснить, кто за этим стоит, найти способ уничтожить призрака и успеть спасти Лори до того, как человек с крюком доберётся до неё. |            |                                          |                      |                                                                    |                  |                     |
| 8 | 8          | «Жуки» «Bugs»                            | Ким Мэннерс          | Рэйчел Неф и Билл Коукли                                           | 8 ноября 2005    | 4,47                |
| На строительной площадке нового квартала случайно погибает один из рабочих. Он проваливается в яму, и его буквально съедают насекомые. Выяснив подробности истории посёлка, братья Винчестеры приходят к выводу, что атаки насекомых — это результат проклятия, насланного на поселение жителями индейской резервации, которая была жестоко уничтожена много лет назад. |            |                                          |                      |                                                                    |                  |                     |
| 9 | 9          | «Дом» «Home»                             | Кен Джиротти         | Эрик Крипке                                                        | 15 ноября 2005   | 4,21                |
| Сэма мучают непрекращающиеся кошмары, в которых он видит старый дом Винчестеров. Братья отправляются в путешествие домой, чтобы разобраться, в чём дело. Они выясняют, что в их бывшем доме живёт другая семья, и с помощью знакомого экстрасенса их отца Миссури Мозли избавляют дом от вселившегося полтергейста. |            |                                          |                      |                                                                    |                  |                     |
| 10 | 10         | «Психушка» «Asylum»                      | Гай Би               | Ричард Хатем                                                       | 22 ноября 2005   | 5,38                |
| Сэм и Дин отправляются в Рокфорд, штат Иллинойс, и посещают заброшенную психиатрическую лечебницу, населённую призраками бывших пациентов, которые стали жертвами жестоких экспериментов главврача. Призрак, обитающий в опустевшей полуразрушенной больнице, подчиняет себе Сэма и заставляет напасть на собственного брата. |            |                                          |                      |                                                                    |                  |                     |
| 11 | 11         | «Пугало» «Scarecrow»                     | Ким Мэннерс          | Сюжет: Патрик Шон Смит Телесценарий: Джон Шибан                    | 10 января 2006   | 4,23                |
| Братья ссорятся, Сэм отправляется в Калифорнию на поиски отца, где знакомится с Мэг Мастерс, а Дин едет в Индиану расследовать дело о таинственных исчезновениях супружеских пар. Выясняется, что небольшой приветливый городок хранит страшную тайну, связанную с языческими богами и мистическими жертвоприношениями. |            |                                          |                      |                                                                    |                  |                     |
| 12 | 12         | «Вера» «Faith»                           | Аллан Крокер         | Сера Гэмбл и Раель Такер                                           | 17 января 2006   | 3,86                |
| Во время охоты на нечистую силу Дин получает сильный электрический удар, который тяжело поражает его сердце. Врачи ничего не могут поделать, и Дину остаётся совсем немного времени. Сэм, отчаянно пытаясь найти способ спасти брата, узнаёт о священнике, который обладает даром исцеления. Дин выздоравливает, но цена, которую он за это заплатил, ужасает обоих Винчестеров. |            |                                          |                      |                                                                    |                  |                     |
| 13 | 13         | «Шоссе 666» «Route 666»                  | Пол Шапиро           | Брэд Бакнер и Юджени Росс-Леминг                                   | 31 января 2006   | 5,82                |
| Дину звонит бывшая девушка Кэсси и просит его приехать в Миссури, где происходит серия загадочных убийств на расовой почве. Полиция в растерянности. Сэм и Дин, проводя собственное расследование, выясняют, что в смертях виноват грузовик-фантом, который не оставляет никаких следов и за рулём которого, похоже, никого нет. |            |                                          |                      |                                                                    |                  |                     |
| 14 | 14         | «Кошмар» «Nightmare»                     | Фил Сгриккиа         | Сера Гэмбл и Раель Такер                                           | 7 февраля 2006   | 4,27                |
| Сэма посещает видение, в котором он видит смерть мужчины, замаскированную под самоубийство. Братьям не удаётся выявить ничего сверхъестественного, пока они не встречают Макса Миллера, молодого человека, постоянно подвергающегося избиениям со стороны членов своей семьи. |            |                                          |                      |                                                                    |                  |                     |
| 15 | 15         | «Охотники» «The Benders»                 | Питер Эллис          | Джон Шибан                                                         | 14 февраля 2006  | 3,96                |
| Сэм и Дин отправляются в Миннесоту, где загадочным образом исчез местный житель. Не успевают братья приняться за расследование, как неожиданно пропадает Сэм, и Дин вместе с местным шерифом отправляются на его поиски. |            |                                          |                      |                                                                    |                  |                     |
| 16 | 16         | «Тень» «Shadow»                          | Ким Мэннерс          | Эрик Крипке                                                        | 28 февраля 2006  | 4,22                |
| Расследуя очередную серию смертей в Чикаго, Сэм и Дин неожиданно встречают Мэг Мастерс. Оказывается, за преступлениями стоит именно она, и Винчестеры, сами того не ожидая, попадают в её западню. Но всё оказывается гораздо хуже, когда они выясняют, что ловушка предназначена не только для них. |            |                                          |                      |                                                                    |                  |                     |
| 17 | 17         | «Адский дом» «Hell House»                | Крис Лонг            | Трей Колэуэй                                                       | 30 марта 2006    | 3,76                |
| Братья Винчестеры пытаются избавить дом от населяющего его призрака мужчины по имени Мордэхай, который, по слухам, убил своих дочерей. С удивлением братья обнаруживают, что это не призрак, а мыслеформа, созданная местными жителями, свято верящими в существование убийцы. Расследование осложняется тем, что под ногами Винчестеров постоянно крутятся двое пареньков, утверждающих, что они профессиональные охотники за привидениями. |            |                                          |                      |                                                                    |                  |                     |
| 18 | 18         | «Нечто злое» «Something Wicked»          | Уитни Рэнси          | Даниэль Кнауф                                                      | 6 апреля 2006    | 3,67                |
| Братья отправляются в Висконсин, где от непонятной инфекции дети начинают заболевать и впадают в кому. Оказывается, за таинственными болезнями стоит существо под названием штрига, которое чуть не убило Сэма много лет назад. Дин находит способ уничтожить штригу и исправить собственные ошибки прошлого. |            |                                          |                      |                                                                    |                  |                     |
| 19 | 19         | «Картина» «Provenance»                   | Фил Сгриккиа         | Дэвид Эрман                                                        | 13 апреля 2006   | 3,62                |
| Сэм и Дин расследуют дело о старинной картине, на которой изображена семья цирюльника. Все, кто когда-то владел полотном, были жестоко убиты, и братья Винчестеры пытаются разобраться, в чём дело, пока картина-убийца не нашла новую жертву. |            |                                          |                      |                                                                    |                  |                     |
| 20 | 20         | «Кровь мертвеца» «Dead Man’s Blood»      | Тони Уормби          | Катрин Хамприс и Джон Шибан                                        | 20 апреля 2006   | 3,99                |
| Друг Джона Винчестера, профессиональный охотник, убит шайкой вампиров. Джон присоединяется к сыновьям в расследовании этого дела. Оказывается, вампиры похитили особое оружие — Кольт, способный уничтожить любое сверхъестественное существо. Винчестеры принимаются за поиски револьвера, который может стать главным козырем в их руках в борьбе с демоном. |            |                                          |                      |                                                                    |                  |                     |
| 21 | 21         | «Спасение» «Salvation»                   | Роберт Сингер        | Сера Гэмбл и Раель Такер                                           | 27 апреля 2006   | 3,26                |
| Сэма посещают видения, в которых он видит, как демон убивает незнакомую женщину таким же способом, что и его мать Мэри. Трое Винчестеров отыскивают семью этой женщины, чтобы спасти. Кроме того, им предоставляется возможность убить демона из заполученного Кольта. Но тут Мэг объявляет Винчестерам настоящую войну, начиная убивать их друзей и требуя отдать ей Кольт. |            |                                          |                      |                                                                    |                  |                     |
| 22 | 22         | «Чёртова западня» «Devil’s Trap»         | Ким Мэннерс          | Эрик Крипке                                                        | 4 мая 2006       | 3,99                |
| Пытаясь спасти своего отца, Сэм и Дин заманивают Мэг в дьявольскую ловушку и вместе с Бобби проводят над ней обряд экзорцизма и изгоняют демона, завладевшего ей. Братьям удаётся найти отца, но едва все трое воссоединяются, происходит страшная автокатастрофа, выжить в которой оказалось бы чудом. |            |                                          |                      |                                                                    |                  |                     |

## Выпуск на DVD
| Сверхъестественное: Полный первый сезон | | | | | |
| Информация об издании | Информация об издании | Дополнительный контент | Дополнительный контент | Дополнительный контент | Дополнительный контент |
| - 22 серии; - Набор из 6 дисков; - Французские, испанские, португальские субтитры; - Звуковые дорожки: английский Dolby Digital 2.0 Stereo; - Формат изображения: Widescreen Anamorphic, 1.77:1. | - 22 серии; - Набор из 6 дисков; - Французские, испанские, португальские субтитры; - Звуковые дорожки: английский Dolby Digital 2.0 Stereo; - Формат изображения: Widescreen Anamorphic, 1.77:1. | - Аудиокомментарии: - «Пилотная серия» — создатель сериала Эрик Крипке, режиссёр Дэвид Наттер, продюсер Питер Джонсон; - «Призрачный странник» — Дженсен Эклс и Джаред Падалеки; - Вырезанные сцены; - Фотогалерея; - Сверхъестественное: Байки из темноты; - Один день из жизни Джареда и Дженсена; - Доступ к материалу эксклюзивного сайта; - «Путевая карта дьявола» — интерактивный гид по всем сериям сезона (только на Blu-Ray); - Панель на Paley Festival (только на Blu-Ray). | - Аудиокомментарии: - «Пилотная серия» — создатель сериала Эрик Крипке, режиссёр Дэвид Наттер, продюсер Питер Джонсон; - «Призрачный странник» — Дженсен Эклс и Джаред Падалеки; - Вырезанные сцены; - Фотогалерея; - Сверхъестественное: Байки из темноты; - Один день из жизни Джареда и Дженсена; - Доступ к материалу эксклюзивного сайта; - «Путевая карта дьявола» — интерактивный гид по всем сериям сезона (только на Blu-Ray); - Панель на Paley Festival (только на Blu-Ray). | - Аудиокомментарии: - «Пилотная серия» — создатель сериала Эрик Крипке, режиссёр Дэвид Наттер, продюсер Питер Джонсон; - «Призрачный странник» — Дженсен Эклс и Джаред Падалеки; - Вырезанные сцены; - Фотогалерея; - Сверхъестественное: Байки из темноты; - Один день из жизни Джареда и Дженсена; - Доступ к материалу эксклюзивного сайта; - «Путевая карта дьявола» — интерактивный гид по всем сериям сезона (только на Blu-Ray); - Панель на Paley Festival (только на Blu-Ray). | - Аудиокомментарии: - «Пилотная серия» — создатель сериала Эрик Крипке, режиссёр Дэвид Наттер, продюсер Питер Джонсон; - «Призрачный странник» — Дженсен Эклс и Джаред Падалеки; - Вырезанные сцены; - Фотогалерея; - Сверхъестественное: Байки из темноты; - Один день из жизни Джареда и Дженсена; - Доступ к материалу эксклюзивного сайта; - «Путевая карта дьявола» — интерактивный гид по всем сериям сезона (только на Blu-Ray); - Панель на Paley Festival (только на Blu-Ray). |
| Даты выхода на DVD | | | | | |
| Регион 1 | Регион 1 | Регион 2 | Регион 2 | Регион 4 | Регион 4 |
| 5 сентября 2006 | 5 сентября 2006 | 2 октября 2006 | 2 октября 2006 | 6 сентября 2006 | 6 сентября 2006 |
| Даты выхода на Blu-Ray | | | | | |
| Регион A | Регион A | Регион A | Регион B | Регион B | Регион B |
| 15 июня 2010 | 15 июня 2010 | 15 июня 2010 | — | — | — |